# مسجد زيرك أباد
مسجد زيرك أباد (بالفارسية: مسجد زیرک‌آباد) هو مسجد تاريخي يعود إلى عصر الدولة الأفشارية - الدولة الزندية، ويقع في مقاطعة بردسكن، قرية زيرك أباد.